# Prestige Records
Prestige Records fue un sello discográfico estadounidense fundado en 1949 por Bob Weinstock. 

## Historia
Ubicada en 446 West 50th Street, Nueva York, su catálogo incluye muchas grabaciones de jazz consideradas clásicas, con obras de Miles Davis, John Coltrane, Sonny Rollins, Thelonious Monk, Eddie "Lockjaw" Davis y Eric Dolphy, entre otros. 
Rudy Van Gelder y Ira Gitler son dos figuras estrechamente asociadas al Prestige.
Weinstock vendió la firma en 1971 a Fantasy Records que, a su vez, fue vendido a Concord Records en 2005.